# 1870 na ciência

## Nascimentos
| Data        | Nome               | Profissão                    | Nacionalidade           | Observações                                                  | Ref   |
| ----------- | ------------------ | ---------------------------- | ----------------------- | ------------------------------------------------------------ | ----- |
| 10 de julho | Maurice Lugeon     | geólogo                      | Suíça                   | m. 1953 Medalha Gustav Steinmann 1949 Medalha Wollaston 1938 | [ 1 ] |
| 6 de agosto | Justin Marie Jolly | hematologista e histologista | Segundo Império Francês | m. 1953                                                      |       |

## Mortes
| Data | Nome | Profissão | Nacionalidade | Observações | Ref |
| ---- | ---- | --------- | ------------- | ----------- | --- |

## Prémios
Medalha Copley
- James Prescott Joule[2]